# Gálatas

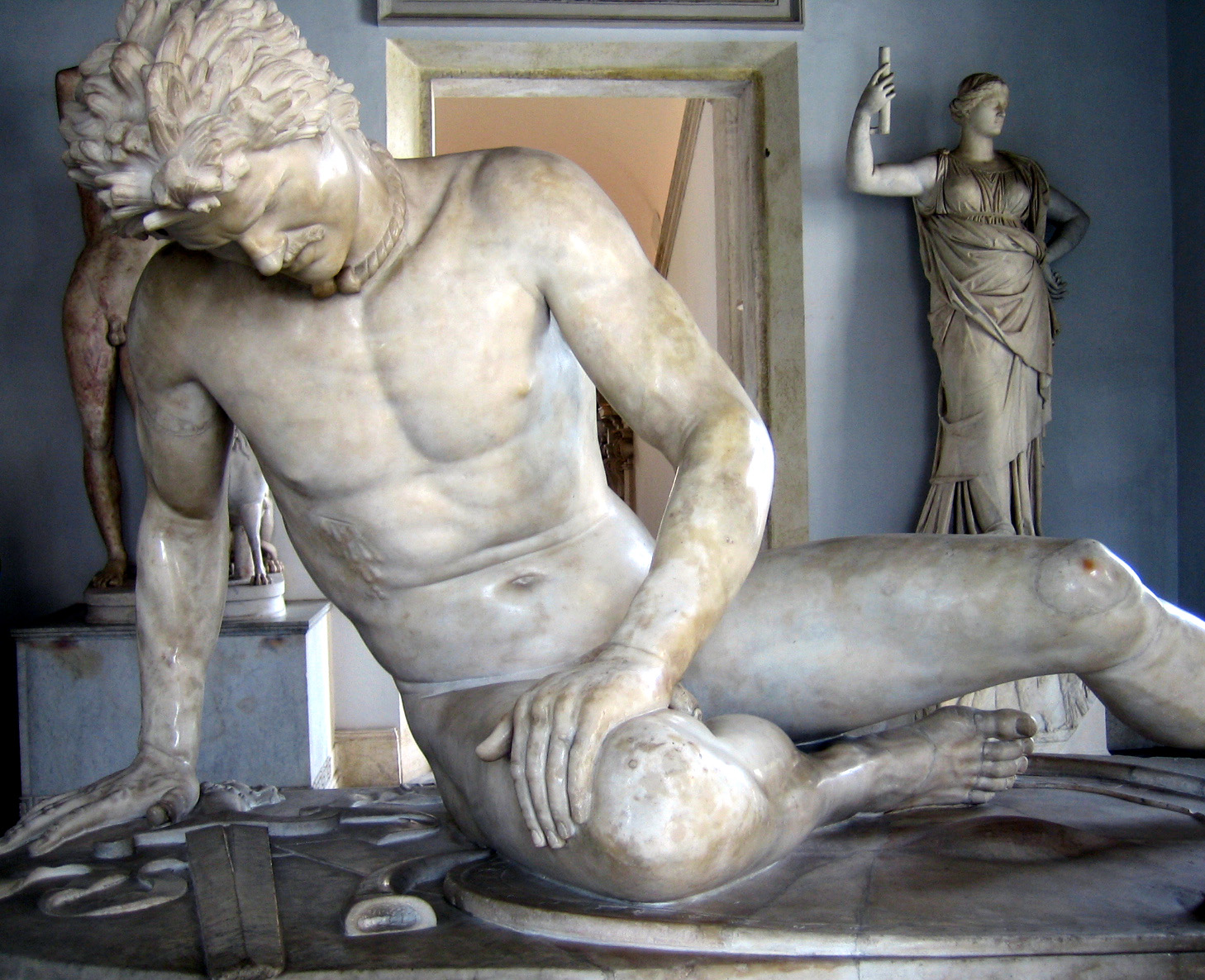
Gálata Moribundo, cópia romana de uma escultura helenística de um guerreiro gálata morrendo, usando um torque. Museus Capitolinos.

Os gálatas (em grego clássico: Γαλάται; em latim: Galatae, Galati, Gallograeci; em grego: Γαλάτες) foram um povo céltico que habitou a Galácia, uma região central da Anatólia na moderna Turquia, em torno de Ancara, durante o período Helenístico. Eles falavam a Língua gálata, que estava intimamente relacionada ao gaulês, uma língua céltica contemporânea falada na Gália.
Os gálatas eram descendentes de celtas que haviam invadido a Grécia no século III a.C. Os colonos originais da Galácia vieram através da Trácia sob a liderança de Lutário e Leonório por volta de 278 a.C. Eles consistiam principalmente de três tribos gaulesas, os Tectósages, os Trocmos e os Tolistóbógos, mas também havia outras tribos menores. Em 25 a.C., a Galácia tornou-se uma província do Império Romano, com Ancara (Ancira) como sua capital.
No século I d.C., muitos gálatas foram cristianizados pelas atividades missionárias de Paulo, o Apóstolo. A Epístola aos Gálatas de Paulo é dirigida às comunidades cristãs gálatas na Galácia e está preservada no Novo Testamento.

## História

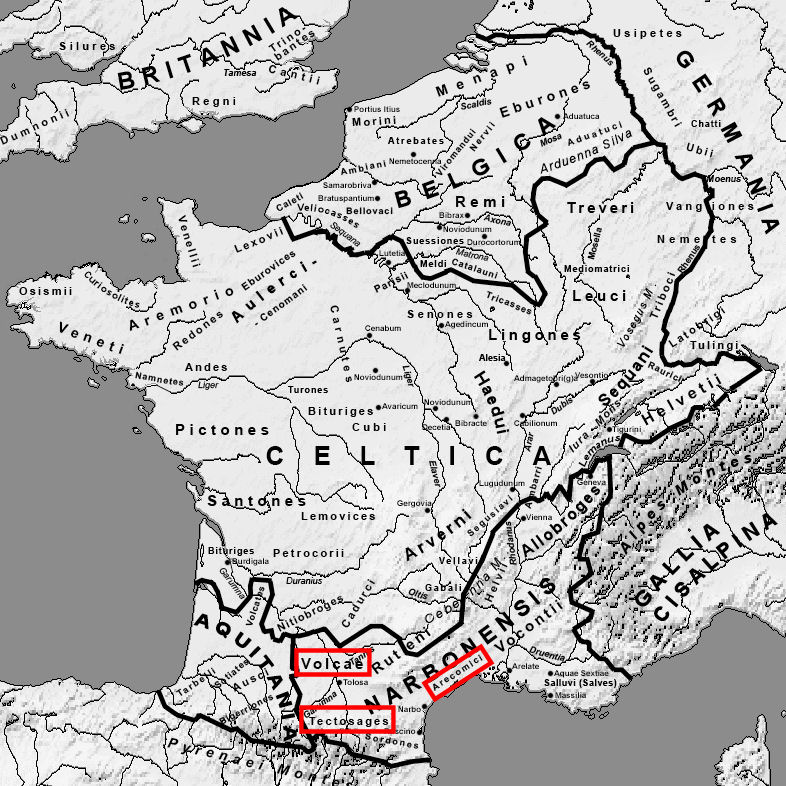
Localização original dos Tectósages na Gália.

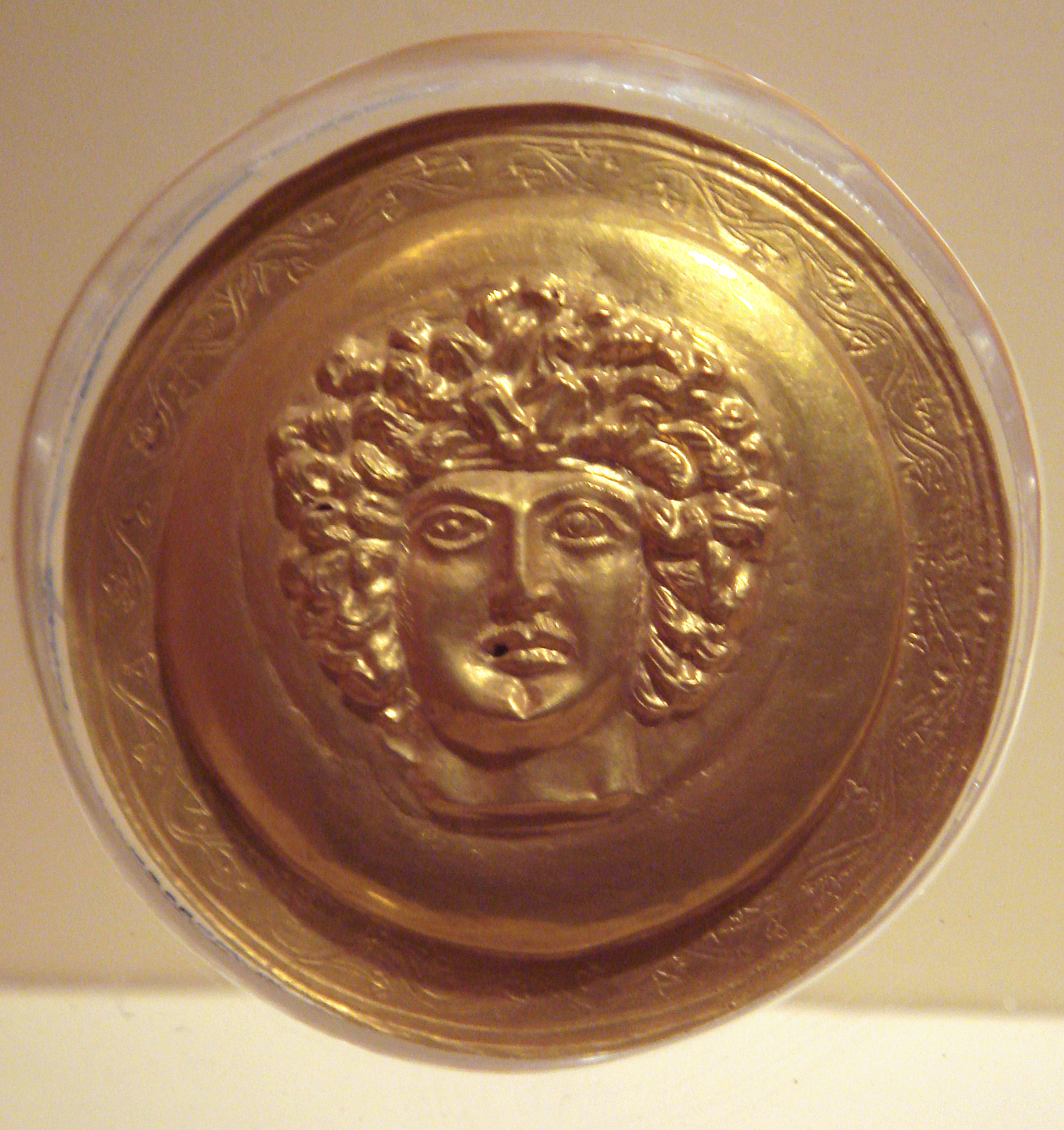
Cabeça de um gálata, representada em um objet d'art trácio de ouro, século III a.C. Museu Arqueológico de Istambul.

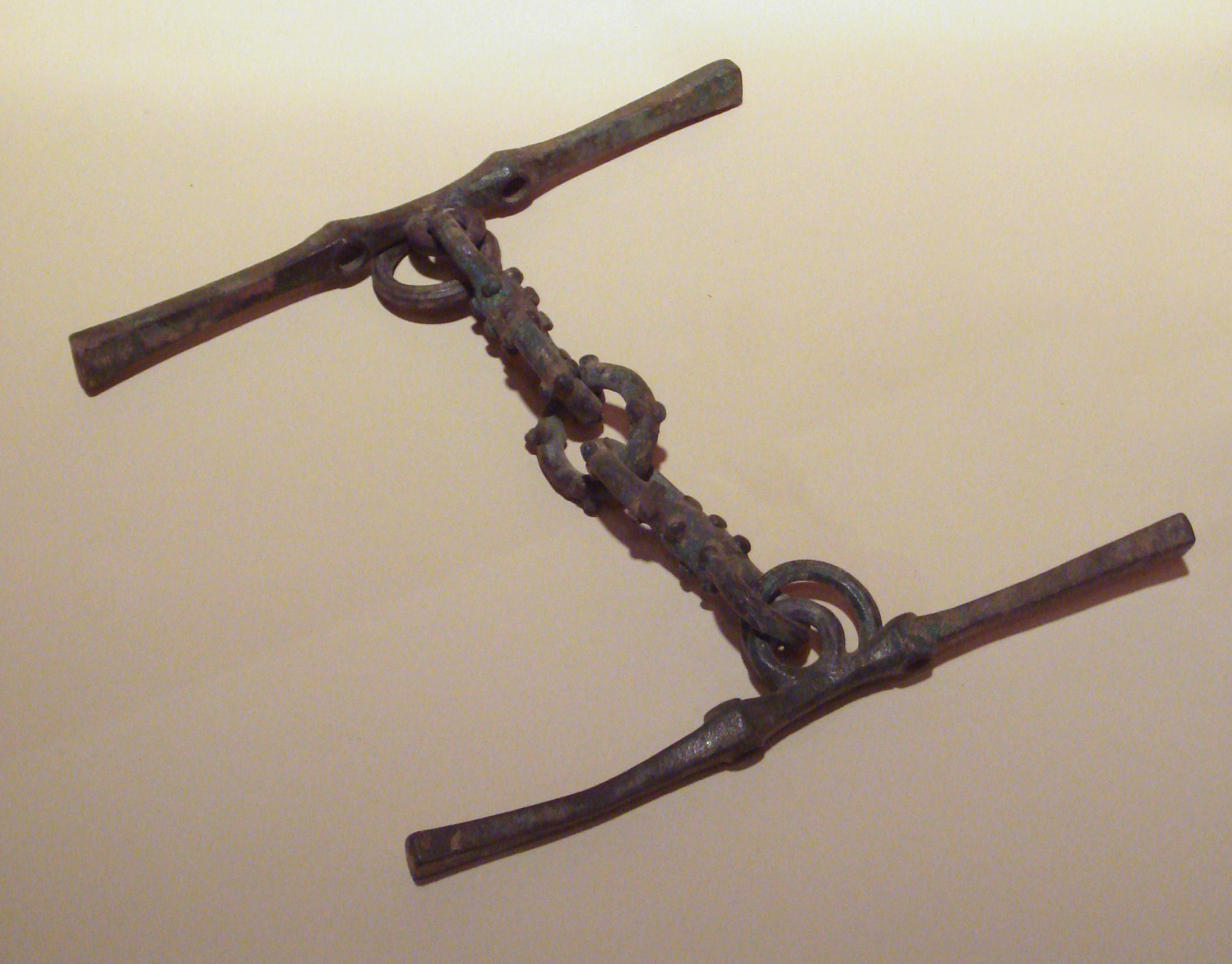
Freio de cavalo de bronze gálata, século III a.C., túmulo de Hidirsihlar, Bolu. Museu Arqueológico de Istambul.

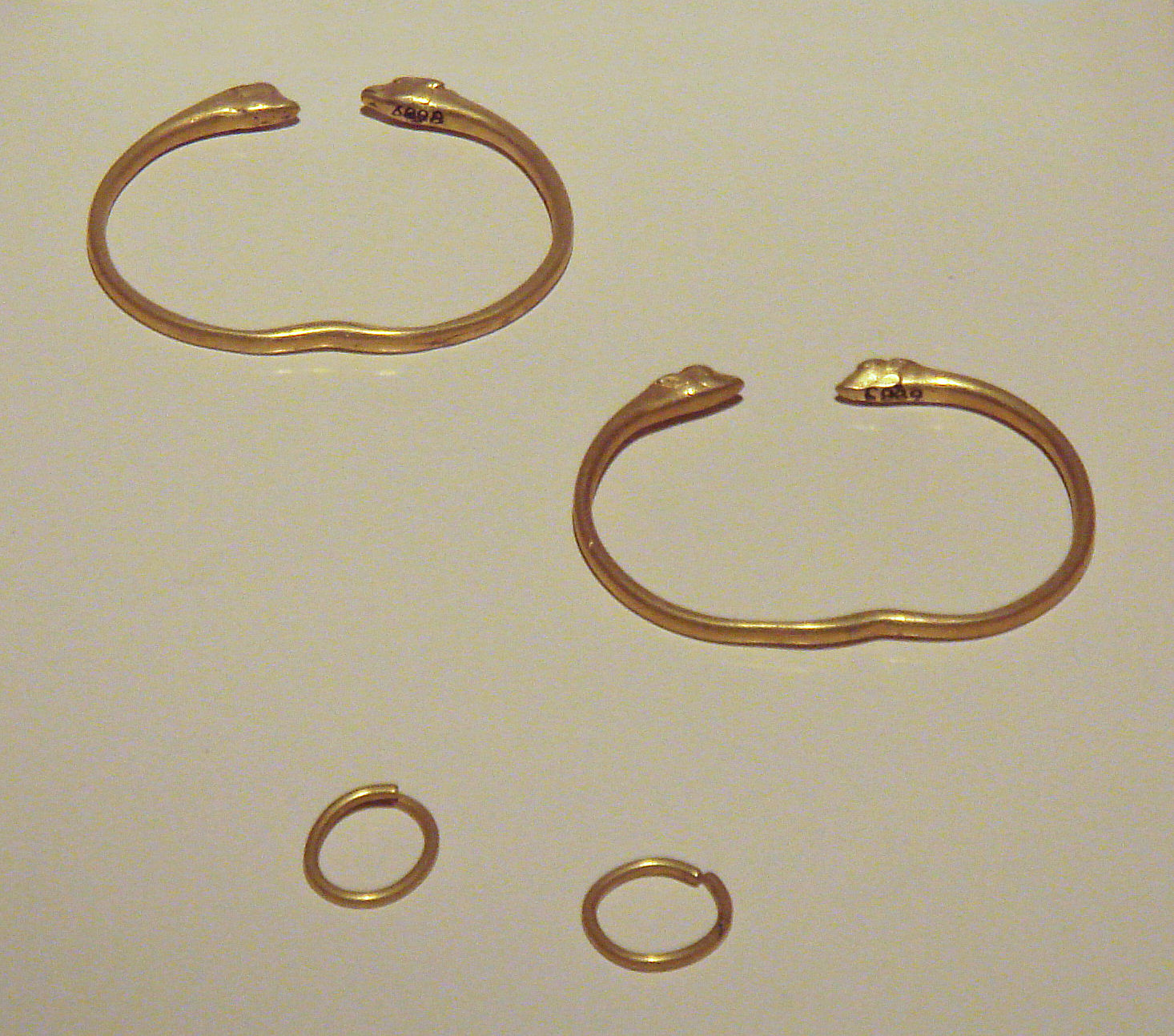
Braceletes e brincos gálatas, século III a.C., túmulo de Hidirsihlar, Bolu. Museu Arqueológico de Istambul.

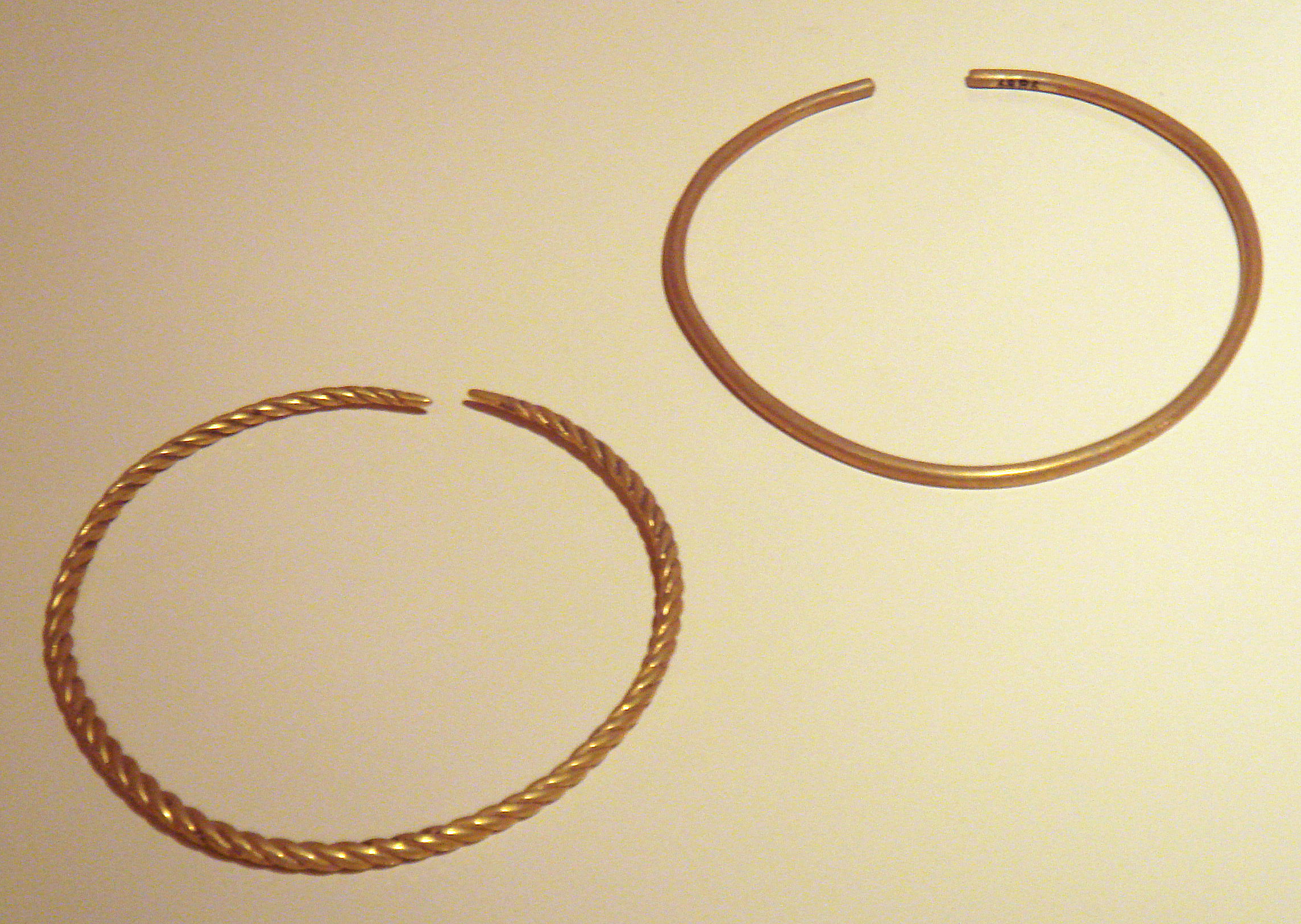
Torques gálatas, século III a.C., túmulo de Hidirsihlar, Bolu. Museu Arqueológico de Istambul.

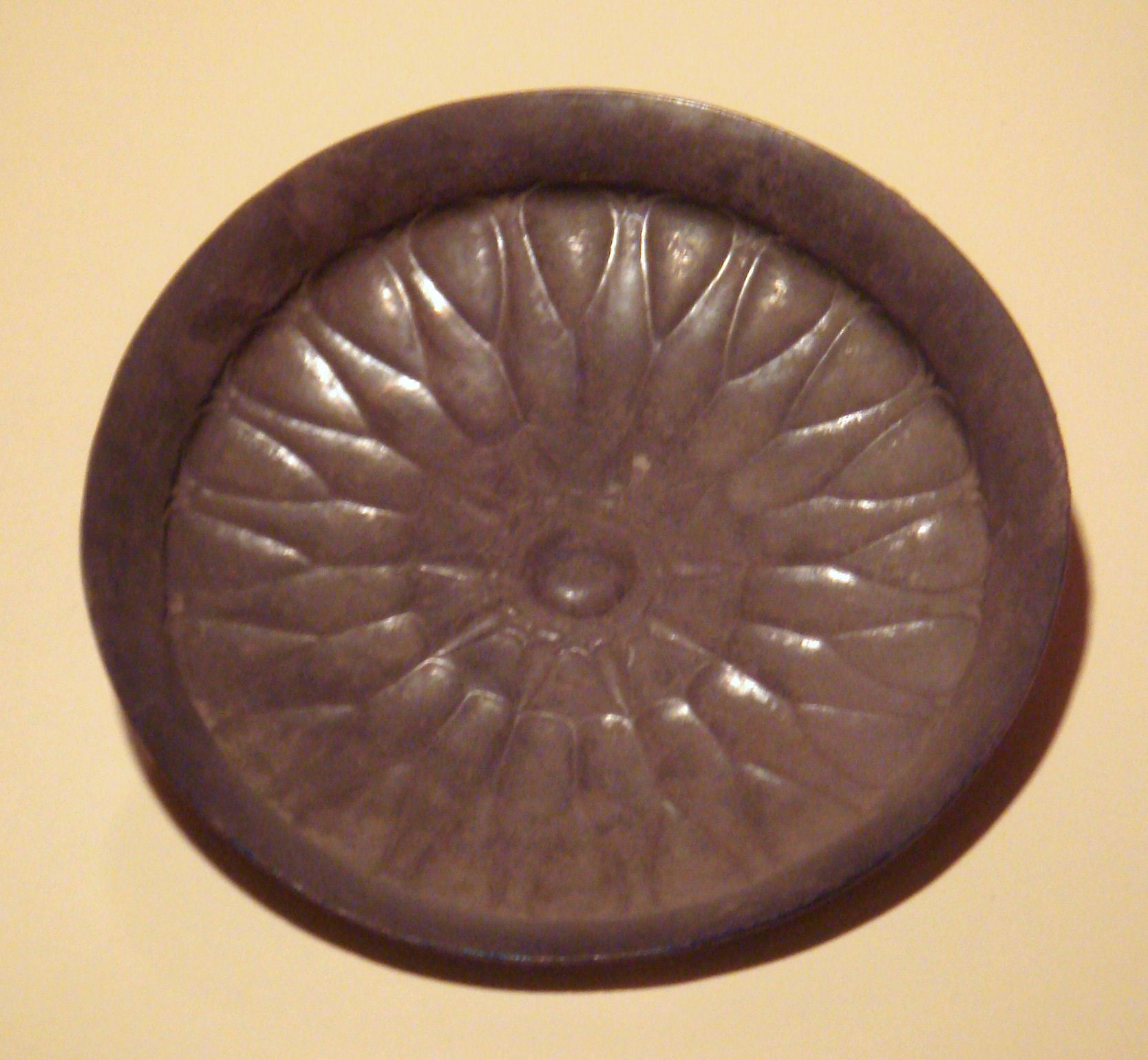
Prato gálata, século III a.C., túmulo de Hidirsihlar, Bolu. Museu Arqueológico de Istambul.

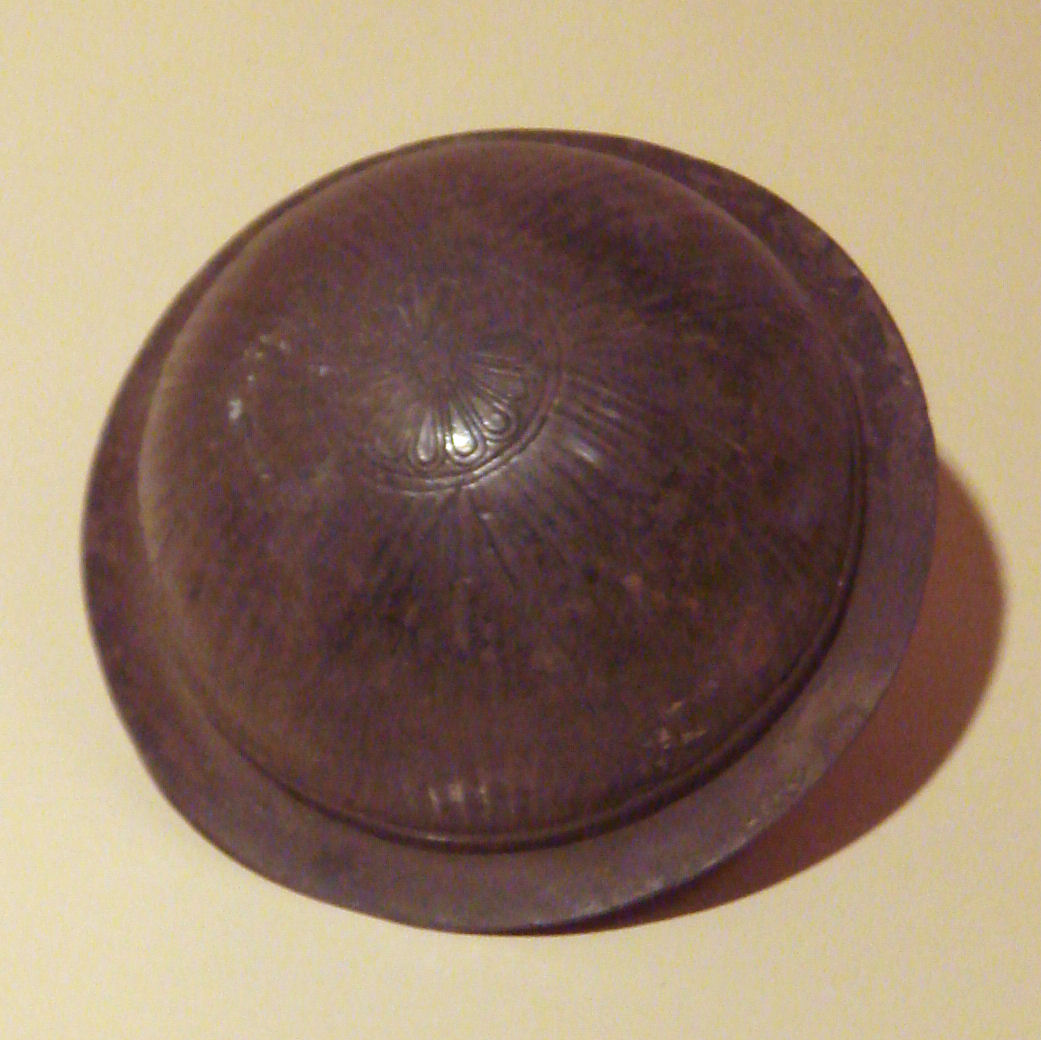
Objeto gálata, século III a.C., túmulo de Hidirsihlar, Bolu. Museu Arqueológico de Istambul.

Vendo algo de um selvagem helenizado nos gálatas, Francis Bacon e outros escritores renascentistas os chamaram de Gallo-Graeci ('gauleses estabelecidos entre os gregos') e o país de Gallo-Graecia, como já havia feito o historiador latino do século III d.C. Justino. O termo mais usual era em grego clássico: Ἑλληνογαλάται da Bibliotheca historica de Diodoro Sículo v.32.5, em uma passagem que é traduzida como "...e foram chamados de Galo-Gregos por causa de sua conexão com os gregos", identificando a Galácia no Oriente grego em oposição à Gália no Ocidente. A Suda também usou o termo Hellenogalatai.
Breno invadiu a Grécia em 281 a.C. com uma grande banda de guerra e foi repelido antes que pudesse saquear o templo de Apolo em Delfos. Ao mesmo tempo, outro grupo gaulês de homens, mulheres e crianças migrava pela Trácia. Eles haviam se separado do povo de Breno em 279 a.C. e migrado para a Trácia sob a liderança de Leonório e Lutário. Esses invasores apareceram na Ásia Menor em 278–277 a.C.; outros invadiram a Macedônia, mataram o governante ptolomaico Ptolomeu Cerauro, mas acabaram sendo expulsos por Antígono Gónatas, neto do derrotado Diádoco Antígono, o Um-Olho.
Durante a luta pelo poder entre Nicomedes I da Bitínia e seu irmão Zipoetes, o primeiro contratou 20 000 mercenários gálatas. Os gálatas se dividiram em dois grupos liderados por Leonório e Lutário, que cruzaram o Bósforo e o Helesponto, respectivamente. Em 277 a.C., quando as hostilidades terminaram, os gálatas saíram do controle de Nicomedes e começaram a atacar cidades gregas na Ásia Menor, enquanto Antíoco consolidava seu domínio na Síria. Os gálatas saquearam Cízico, Ílion, Didima, Priene, Tiatira e Laodiceia no Lico, enquanto os cidadãos de Eritras pagaram resgate a eles. Ou em 275 ou 269 a.C., o exército de Antíoco enfrentou os gálatas em algum lugar na planície de Sárdis na Batalha dos Elefantes. Após a batalha, os celtas se estabeleceram no norte da Frígia, uma região que acabou sendo conhecida como Galácia.
Os selêucidas construíram uma série de fortes em Tiatira, Acrasos e Nacrason e colocaram guarnições em Selêucia Sidera, Apameia, Antioquia da Pisídia, Laodiceia no Lico, Hierápolis, Peltos e Vlandos para limitar os ataques gálatas. No entanto, os gálatas expandiram-se além dessas fronteiras, tomando o controle de cidades importantes como Ancira (atual Ancara), Pessinunte, Távio e Górdio. Eles lançaram novos ataques contra a Bitínia, Heracleia e o Ponto em 255 e 250 a.C. Ou em 240 ou 230 a.C., Átalo I de Pérgamo infligiu uma pesada derrota aos gálatas na Batalha do Rio Caico. Em 216 a.C., Prúsias I da Bitínia interveio para proteger as cidades do Helesponto dos ataques gálatas. Na década de 190 a.C., os gálatas atacaram Lâmpsaco e Heracleia Pôntica. De acordo com Memnon de Heracleia, seu objetivo era obter acesso ao mar; no entanto, essa afirmação é contestada pela historiografia moderna.
A constituição do estado gálata é descrita por Estrabão: de acordo com o costume, cada tribo era dividida em cantões, cada um governado por um tetrarca com um juiz sob ele, cujos poderes eram ilimitados, exceto em casos de assassinato, que eram julgados perante um conselho de 300 membros, retirados dos doze cantões e reunidos em um local sagrado, trinta e dois quilômetros a sudoeste de Ancira, escrito em em grego clássico: Δρυνεμετον; romaniz.: local sagrado do carvalho. É provável que fosse um bosque sagrado de carvalhos, já que o nome significa 'santuário dos carvalhos' em gaulês transalpino: * dru-nemeton, lit. "lugar sagrado de carvalho" (de drus, lit. 'carvalho', e nemeton, lit. 'terreno sagrado'). A população local de capadócios foi deixada no controle das cidades e da maior parte da terra, pagando dízimos aos seus novos senhores, que formavam uma aristocracia militar e se mantinham afastados em fazendas fortificadas, cercados por suas bandas.
Esses gálatas eram guerreiros, respeitados por gregos e romanos. Eles eram frequentemente contratados como soldados mercenários, às vezes lutando em ambos os lados nas grandes batalhas da época. Durante anos, os chefes e suas bandas de guerra devastaram a metade ocidental da Ásia Menor como aliados de um ou outro dos príncipes em guerra, sem qualquer controle sério—até que se aliaram ao príncipe selêucida renegado Antíoco Hierax, que reinou na Ásia Menor. Hierax tentou derrotar Átalo I, o governante de Pérgamo (241–197 a.C.), mas, em vez disso, as cidades helenizadas se uniram sob a bandeira de Átalo, e seus exércitos infligiram várias derrotas severas a Hierax e aos gálatas por volta de 232, forçando-os a se estabelecer permanentemente e a se confinar à região à qual já haviam dado seu nome. O tema do Gátala Moribundo (uma famosa estátua exibida em Pérgamo) permaneceu um favorito na arte helenística por uma geração.
O rei de Pérgamo atálida empregou seus serviços nas guerras cada vez mais devastadoras da Ásia Menor; outra banda desertou de seu senhor egípcio Ptolomeu IV depois que um eclipse solar quebrou seus espíritos.
Em 189 a.C., Roma enviou Cneu Mânlio Vulsão em uma expedição contra os gálatas, a Guerra Gálata, derrotando-os. A Galácia foi, a partir de então, dominada por Roma através de governantes regionais a partir de 189 a.C. A Galácia entrou em declínio, às vezes caindo sob a ascendência do Ponto. Eles foram finalmente libertados pelas Guerras Mitridáticas, durante as quais apoiaram Roma.
No acordo de 64 a.C., a Galácia tornou-se um estado cliente do Império Romano, a antiga constituição desapareceu e três chefes (erroneamente chamados de 'tetrarcas') foram nomeados, um para cada tribo. Mas esse arranjo logo deu lugar à ambição de um desses tetrarcas, Deiótaro, contemporâneo de Cícero e Júlio César, que se tornou senhor das outras duas tetrarquias e foi finalmente reconhecido pelos romanos como 'rei' da Galácia.

## Tribos
- Tectósages no centro, com Ancara como capital.
- Tolistóbógos no oeste, com Pessinunte como a cidade principal, sagrada para Cibele.
- Trocmos no leste, com Távio como a cidade principal.

Cada território tribal era dividido em quatro cantões ou tetrarquias. Cada um dos doze tetrarcas tinha sob seu comando um juiz e um general. Um conselho da nação, composto pelos tetrarcas e trezentos senadores, era realizado periodicamente em Drunemeton.
Havia também os:
- Aigosages,[11] entre Troia e Cízico[11]
- Dagutenos,[11] na moderna região de Mármara, em torno de Orcaneli
- Inovantenos,[11] a leste dos trocmades
- Ocondianos,[11] entre a Frígia e a Galácia, a nordeste do moderno lago Aquexequir
- Rigosages,[11] localização desconhecida

## Religião
Comparativamente, pouco se sabe sobre a religião gálata, mas pode-se presumir que era semelhante à da maioria dos celtas. O deus grego Telesforo tem atributos não vistos em outros deuses gregos, e especula-se que tenha sido importado da Galácia.